# Departament Corpen Aike
Corpen Aike és un departament de la província de Santa Cruz, a la Patagònia argentina. Està delimitat pels departaments de Río Chico i Magallanes al nord, el de Lago Argentino a l'oest, al sud amb el de Güer Anke i a l'est per l'oceà Atlàntic. És travessat d'est a oest pels rius Chico i Santa Cruz, els quals s'ajunten i formen la ría santa Cruz al desembocar a l'oceà Atlàntic.
El seu nom prové del Aonikenk, idioma dels Tehueltxes i significa "lloc poblat per zorrines (mofetes)".
La zona era poblada per Tehuelches, com bona part de la província de Santa Cruz. Els primers homes europeus en explorar aquelles contrades foren els de l'expedició de Magalhães-Elcano, que s'endinsaren per la ria de Santa Cruz i descobriren l'illa Pavón. Van haver de passar 3 segles, per que població d'origen europeu, en aquest cas un regiment argentí comandat pel comandant Luis Piedrabuena, exploressin de nou aquelles terres. L'any 1859 Luis Piedrabuena fundà a la riba del riu Santa Cruz el poblat de Paso Río Santa Cruz, el primer poblat de forma permanent de la província de Santa Cruz; posteriorment seria rebatejat com a Comandante Luis Piedra Buena, en honor seu. Anys després, a la dècada dels 60 del segle xix uns missioners anglicans s'establiren el que actualment es coneix com a Puerto de Santa Cruz per tal d'evangelitzar el poble Tehuelche.

## Localitats
- Comandante Luis Piedrabuena
- Puerto Santa Cruz
- Puerto de Punta Quilla
- Río Chico

| Població | 569 | 2 208    | 3 825   | 3 556  | 4 144   | 5 555   | 7 045   | 7 942   | 11 093  | 13 379  |
| Variació | -   | +288,04% | +73,23% | -7,03% | +16,53% | +34,04% | +26,82% | +12,73% | +39,67% | +20,61% |